# Scorpaena laevis
Scorpaena laevis behoort tot het geslacht Scorpaena van de familie van schorpioenvissen. Deze soort komt voor in het oosten van de Atlantische Oceaan, met name van Mauritanië tot Pointe Noire, Congo de Azoren, Madeira, en Kaapverdië op diepten tot 100 m. De vis kan een lengte bereiken tot 35 cm. Deze soort zou een veroorzaker zijn van ciguateravergiftiging.